# 김동환 (1927년)
김동환(1927년 2월 20일~1980년 9월 23일)은 대한민국의 군인 출신 정치인이다. 제6·7대 국회의원을 지냈다.

## 역대 선거 결과
|  | 33.5% |

|  | 50.6% |